# Ingvar Hansson
Gert Ingvar Severin Hansson (Göteborg, 19 februari 1947) was een Zweeds zeiler.
Hansson eindigde tijdens de Olympische Zomerspelen 1972 als vierde in de Tempest. Twee jaar later won Hansson samen met Pelle Petterson de zilveren medaille tijdens de wereldkampioenschappen in de Star.
Hansson haalde zijn grootste succes tijdens de Olympische Zomerspelen 1976 door samen met John Albrechtson de gouden medaille in de Tempest te winnen. Samen met Albrechtson werd Hansson in 1978 en 1979 wereldkampioen in de Tempest.

## Wereldkampioenschappen
| Jaar | Plaats             | Resultaten |
| ---- | ------------------ | ---------- |
| 1974 | Laredo             | star       |
| 1977 | Strömstad          | tempest    |
| 1978 | Association Island | tempest    |

## Olympische Zomerspelen
| Jaar | Plaats   | Resultaten |
| ---- | -------- | ---------- |
| 1972 | München  | 4e tempest |
| 1976 | Montreal | Tempest    |

1972: Vitali Dirdira / Valentin Mankin ·
1976: John Albrechtson / Ingvar Hansson